# Liste der Abgeordneten der Provisorischen Nationalversammlung
Dies ist eine Liste der Abgeordneten der Provisorischen Nationalversammlung Deutschösterreichs.
Die Provisorische Nationalversammlung wurde am 21. Oktober 1918 aus den deutschsprachigen Abgeordneten des 1911 gewählten cisleithanischen Abgeordnetenhauses gebildet. Aus ihr ging am 30. Oktober 1918 die Staatsregierung Renner I hervor. Nach dem Thronverzicht von Kaiser Karl I. am 11. November 1918 rief die Provisorische Nationalversammlung am 12. November 1918 die Republik aus.
An die Stelle der Provisorischen Nationalversammlung trat nach den ersten freien Wahlen vom 16. Februar 1919, an denen die Deutschen in Böhmen und Mähren und die Südtiroler auf Entscheid der Siegermächte nicht teilnehmen durften, die Konstituierende Nationalversammlung.
| Name                         | Geb  | Gst  | Fraktion | Wahlbezirk im Reichsrat | Anmerkungen                                      |
| ---------------------------- | ---- | ---- | -------- | ----------------------- | ------------------------------------------------ |
| Simon Abram                  | 1871 | 1940 | SDAP     | Tirol 2                 |                                                  |
| Victor Adler                 | 1852 | 1918 | SDAP     | Niederösterreich 20     | bis zu seinem Tod am 11. November 1918           |
| Hugo Albrecht                | 1862 | 1920 | DNP      | Mähren (deutsch) 7      |                                                  |
| August Ansorge               | 1851 | 1932 | DNP      | Böhmen 128              |                                                  |
| Josef von Baechlé            | 1868 | 1933 | CS       | Niederösterreich 2      |                                                  |
| Josef Anton Barbo-Waxenstein | 1863 | 1930 | DNP      | Krain 12                |                                                  |
| Matthäus Bauchinger          | 1851 | 1934 | CS       | Niederösterreich 48     |                                                  |
| Georg Baumgartner            | 1860 | 1927 | CS       | Oberösterreich 18       |                                                  |
| Ferdinand Berger             | 1851 | 1925 | CS       | Steiermark 22           |                                                  |
| Franz Bernt                  | 1867 | 1936 | DNP      | Böhmen 112              |                                                  |
| Franz Beyer                  | 1857 | 1925 | DNP      | Oberösterreich1         |                                                  |
| Gustav Bodirsky              | 1864 | 1934 | DNP      | Mähren (deutsch) 9      |                                                  |
| Josef Bogendorfer            | 1858 | 1925 | CS       | Niederösterreich 54     |                                                  |
| Alois Brandl                 | 1864 | 1926 | CS       | Oberösterreich 6        |                                                  |
| Michael Brandl               | 1854 | 1928 | DNP      | Steiermark 15           |                                                  |
| Ludwig August Bretschneider  | 1860 | 1929 | SDAP     | Niederösterreich 43     |                                                  |
| Josef Brunner                | 1861 | 1941 | DNP      | Mähren (deutsch) 19     |                                                  |
| Anton David                  | 1849 | 1924 | SDAP     | Niederösterreich 27     |                                                  |
| August Denk                  | 1852 | 1926 | DNP      | Niederösterreich 14     |                                                  |
| Franz Dinghofer              | 1873 | 1956 | DNP      | Oberösterreich 2        |                                                  |
| Leopold Diwald               | 1862 | 1927 | CS       | Niederösterreich 57     |                                                  |
| Franz Domes                  | 1863 | 1930 | SDAP     | Niederösterreich 11     |                                                  |
| Albin Dötsch                 | 1872 | 1922 | SDAP     | Böhmen 118              |                                                  |
| August Einspinner            | 1870 | 1927 | DNP      | Steiermark 8            |                                                  |
| Josef Eisenhut               | 1864 | 1928 | CS       | Niederösterreich 56     |                                                  |
| Johann Eisterer              | 1854 | 1931 | CS       | Oberösterreich 10       |                                                  |
| Wilhelm Ellenbogen           | 1863 | 1951 | SDAP     | Niederösterreich 32     |                                                  |
| Heinrich d’Elvert            | 1853 | 1926 | DNP      | Mähren (deutsch) 2      |                                                  |
| Leopold Erb                  | 1861 | 1946 | DNP      | Oberösterreich 4        |                                                  |
| Eduard Erler                 | 1861 | 1949 | DNP      | Tirol 1                 |                                                  |
| Adam Fahrner                 | 1873 | 1945 | DNP      | Böhmen 104              |                                                  |
| Rudolf Felzmann              | 1866 | 1937 | DNP      | Mähren (deutsch) 16     |                                                  |
| Jodok Fink                   | 1853 | 1929 | CS       | Vorarlberg 2            |                                                  |
| Karl Fisslthaler             | 1846 | 1921 | CS       | Niederösterreich 60     |                                                  |
| August Forstner              | 1876 | 1941 | SDAP     | Niederösterreich 25     |                                                  |
| Ferdinand Frankenberger      | 1870 | 1956 | CS       | Oberösterreich 9        |                                                  |
| Robert Freißler              | 1877 | 1950 | DNP      | Schlesien 3             |                                                  |
| Max Friedmann                | 1864 | 1936 | DNP      | Niederösterreich 3      |                                                  |
| Viktor von Fuchs             | 1840 | 1921 | CS       | Salzburg 7              |                                                  |
| Otto Ganser                  | 1872 | 1948 | DNP      | Niederösterreich 15     |                                                  |
| Otto Glöckel                 | 1874 | 1935 | SDAP     | Böhmen 89               |                                                  |
| Adolf Glöckner               | 1850 | 1936 | DNP      | Böhmen 77               |                                                  |
| Josef Goll                   | 1864 | 1924 | DNP      | Böhmen 130              |                                                  |
| Josef Grim                   | 1860 | 1948 | CS       | Niederösterreich 46     |                                                  |
| Florian Gröger               | 1871 | 1927 | SDAP     | Kärnten 8               |                                                  |
| Gustav Groß                  | 1856 | 1935 | DNP      | Mähren (deutsch) 4      |                                                  |
| Rudolf Gruber                | 1864 | 1926 | CS       | Niederösterreich 50     |                                                  |
| Atanas von Guggenberg        | 1846 | 1920 | CS       | Tirol 4                 |                                                  |
| Franz Hagenhofer             | 1855 | 1922 | CS       | Steiermark 23           |                                                  |
| Ferdinand Hanusch            | 1866 | 1923 | SDAP     | Böhmen 102              |                                                  |
| Hans Hartl                   | 1858 | 1939 | DNP      | Böhmen 76               |                                                  |
| Johann Nepomuk Hauser        | 1866 | 1927 | CS       | Oberösterreich 14       |                                                  |
| Alois Heilinger              | 1859 | 1921 | DNP      | Niederösterreich 16     |                                                  |
| Franz Heilmayer              | 1859 | 1920 | CS       | Salzburg 4              |                                                  |
| Rudolf Heine                 | 1877 | 1949 | DNP      | Böhmen 79               |                                                  |
| Franz Held                   | 1852 | 1932 | DNP      | Steiermark 2            |                                                  |
| Josef Herold                 | 1861 | 1932 | DNP      | Böhmen 84               |                                                  |
| Richard Herzmansky           | 1859 | 1939 | DNP      | Schlesien 10            |                                                  |
| Oswald Hillebrand            | 1879 | 1926 | SDAP     | Böhmen 97               |                                                  |
| Paul von Hock                | 1857 | 1924 | DNP      | Niederösterreich 17     |                                                  |
| Hans Hofer                   | 1866 | 1930 | DNP      | Kärnten 7               |                                                  |
| Paul Hofmann von Wellenhof   | 1858 | 1944 | DNP      | Steiermark 1            |                                                  |
| Alois Höher                  | 1862 | 1941 | CS       | Niederösterreich 61     |                                                  |
| Johann Hötzendorfer          | 1873 | 1947 | CS       | Oberösterreich 11       |                                                  |
| Eduard Hruska                | 1870 | 1935 | DNP      | Bukowina 3              |                                                  |
| Franz Huber                  | 1857 | 1953 | CS       | Oberösterreich 8        |                                                  |
| Michael Huber                | 1866 | 1949 | CS       | Steiermark 17           |                                                  |
| Anton Hueber                 | 1862 | 1937 | DNP      | Salzburg 3              |                                                  |
| Gustav Hummer                | 1877 | 1959 | DNP      | Böhmen 80               |                                                  |
| Karl Iro                     | 1861 | 1934 | DNP      | Böhmen 120              |                                                  |
| Edmund Jäger                 | 1864 | 1935 | DNP      | Böhmen 91               |                                                  |
| Karl Jedek                   | 1853 | 1940 | CS       | Niederösterreich 62     |                                                  |
| Anton Jerzabek               | 1867 | 1939 | CS       | Böhmen 99               |                                                  |
| Franz Jesser                 | 1869 | 1954 | DNP      | Mähren (deutsch) 8      |                                                  |
| Hans Jokl                    | 1878 | 1935 | SDAP     | Schlesien 9             |                                                  |
| Carl Jukel                   | 1865 | 1931 | CS       | Niederösterreich 49     |                                                  |
| Wilhelm Keller               | 1866 | 1941 | DNP      | Böhmen 82               |                                                  |
| August Maria Kemetter        | 1866 | 1945 | DNP      | Niederösterreich 51     |                                                  |
| Anton Keschmann              | 1870 | 1947 | DNP      | Bukowina 4              |                                                  |
| Josef Kienzl                 | 1858 | 1924 | CS       | Tirol 15                |                                                  |
| Franz Kindermann             | 1842 | 1921 | DNP      | Böhmen 100              |                                                  |
| Ferdinand Kinz               | 1872 | 1935 | DNP      | Vorarlberg 1            |                                                  |
| Karl Kittinger               | 1857 | 1920 | DNP      | Niederösterreich 37     |                                                  |
| Gregor Kletzenbauer          | 1855 | 1923 | DNP      | Böhmen 125              |                                                  |
| Hans Knirsch                 | 1877 | 1933 | DNP      | Böhmen 83               |                                                  |
| Anton Kofler                 | 1855 | 1943 | DNP      | Tirol 3                 |                                                  |
| Johann Kopp                  | 1860 | 1942 | DNP      | Mähren (deutsch) 17     |                                                  |
| Emil Kraft                   | 1865 | 1931 | DNP      | Tirol 5                 |                                                  |
| Vinzenz Kraus                | 1865 | 1926 | DNP      | Böhmen 78               |                                                  |
| Johann Kreilmeir             | 1861 | 1938 | CS       | Oberösterreich 16       |                                                  |
| Otto Kroy                    | 1874 | 1937 | DNP      | Böhmen 85               |                                                  |
| Peter Krützner               | 1866 | 1923 | DNP      | Böhmen 106              |                                                  |
| Hans Kudlich                 | 1849 | 1928 | DNP      | Schlesien 8             |                                                  |
| Wenzel Kuhn                  | 1854 | 1933 | CS       | Niederösterreich 31     |                                                  |
| Kamill Kuranda               | 1851 | 1919 | DNP      | Niederösterreich 1      | bis zu seinem Tod am 1. Februar 1919             |
| Philipp von Langenhan        | 1878 | 1960 | DNP      | Böhmen 98               |                                                  |
| Otto Lecher                  | 1860 | 1939 | DNP      | Mähren (deutsch) 1      |                                                  |
| Alois Lechner                | 1849 | 1919 | CS       | Niederösterreich 63     | bis zum 16. Februar 1919, ein Tag vor seinem Tod |
| Karl Leuthner                | 1869 | 1944 | SDAP     | Niederösterreich 13     |                                                  |
| Emil von Leys-Paschpach      | 1853 | 1927 | CS       | Tirol 14                |                                                  |
| Stefan von Licht             | 1860 | 1932 | DNP      | Mähren (deutsch) 10     |                                                  |
| Karl List                    | 1854 | 1939 | CS       | Niederösterreich 64     |                                                  |
| Rudolf Lodgman von Auen      | 1877 | 1962 | DNP      | Böhmen 81               |                                                  |
| Franz Loser                  | 1862 | 1923 | CS       | Vorarlberg 3            |                                                  |
| Dominik Löw                  | 1863 | 1931 | SDAP     | Böhmen 115              |                                                  |
| Josef Luksch                 | 1862 | 1936 | DNP      | Mähren (deutsch) 12     |                                                  |
| Jakob Lutschounig            | 1848 | 1934 | DNP      | Kärnten 2               |                                                  |
| Wilhelm Maixner              | 1877 | 1941 | DNP      | Böhmen 127              |                                                  |
| Vinzenz Malik                | 1854 | 1924 | DNP      | Steiermark 10           |                                                  |
| Richard Marckhl              | 1861 | 1945 | DNP      | Steiermark 11           |                                                  |
| Heinrich Mataja              | 1877 | 1937 | CS       | Niederösterreich 6      |                                                  |
| Georg Mayer                  | 1852 | 1931 | CS       | Niederösterreich 53     |                                                  |
| Johann Mayer                 | 1858 | 1941 | CS       | Steiermark 19           |                                                  |
| Josef Mayer                  | 1877 | 1938 | DNP      | Böhmen 121              |                                                  |
| Franz Meixner                | 1869 | 1926 | CS       | Tirol 16                |                                                  |
| Viktor Michl                 | 1865 | 1927 | DNP      | Böhmen 93               |                                                  |
| Wilhelm Miklas               | 1872 | 1956 | CS       | Niederösterreich 59     |                                                  |
| Vinzenz Muchitsch            | 1873 | 1942 | SDAP     | Steiermark 6            |                                                  |
| Albert von Mühlwerth         | 1862 | 1934 | DNP      | Böhmen 90               |                                                  |
| Karl Müller                  | 1869 | 1937 | DNP      | Böhmen 107              |                                                  |
| Rudolf Müller                | 1864 | 1955 | SDAP     | Niederösterreich 7      |                                                  |
| Josef Nagele                 | 1860 | 1926 | DNP      | Kärnten 4               |                                                  |
| Wilhelm Neumann-Walter       | 1873 | 1926 | DNP      | Niederösterreich 4      |                                                  |
| Raimund Neunteufel           | 1872 | 1937 | DNP      | Steiermark 7            |                                                  |
| Karl Niedrist                | 1863 | 1926 | CS       | Tirol 9                 |                                                  |
| Josef Noggler                | 1865 | 1926 | CS       | Tirol 13                |                                                  |
| Heinrich von Oberleithner    | 1851 | 1920 | DNP      | Schlesien 2             |                                                  |
| Julius Ofner                 | 1845 | 1924 | DNP      | Niederösterreich 5      |                                                  |
| Raphael Pacher               | 1857 | 1936 | DNP      | Böhmen 86               |                                                  |
| Franz Palme                  | 1865 | 1948 | SDAP     | Böhmen 116              |                                                  |
| Ferdinand von Pantz          | 1868 | 1933 | DNP      | Steiermark 14           |                                                  |
| Franz Parrer                 | 1875 | 1944 | CS       | Niederösterreich 52     |                                                  |
| Rudolf Paulik                | 1863 | 1925 | DNP      | Böhmen 124              |                                                  |
| Josef Perwein                | 1850 | 1924 | CS       | Salzburg 6              |                                                  |
| Heinrich Pichler             | 1849 | 1925 | CS       | Oberösterreich 20       |                                                  |
| Alois Pirker                 | 1855 | 1931 | DNP      | Kärnten 6               |                                                  |
| Emil Polke                   | 1858 | 1930 | SDAP     | Niederösterreich 41     |                                                  |
| Josef Pongratz               | 1863 | 1931 | SDAP     | Kärnten 5               |                                                  |
| Leopold Pongratz             | 1850 | 1929 | DNP      | Steiermark 3            |                                                  |
| Leopold Potzinger            | 1870 | 1933 | CS       | Steiermark 20           |                                                  |
| Robert Primavesi             | 1854 | 1926 | DNP      | Mähren (deutsch) 3      |                                                  |
| Franz Prisching              | 1866 | 1935 | CS       | Steiermark 13           |                                                  |
| Josef Redlich                | 1869 | 1936 | DNP      | Mähren (deutsch) 5      |                                                  |
| Franz Reifmüller             | 1861 | 1940 | SDAP     | Niederösterreich 12     |                                                  |
| Karl Renner                  | 1870 | 1950 | SDAP     | Niederösterreich 42     |                                                  |
| Hans Resel                   | 1861 | 1928 | SDAP     | Steiermark 4            |                                                  |
| Jakob Reumann                | 1853 | 1925 | SDAP     | Niederösterreich 19     |                                                  |
| Gustav Richter               | 1857 | 1946 | DNP      | Niederösterreich 36     |                                                  |
| Alois Rieger                 | 1869 | 1951 | DNP      | Mähren (deutsch) 15     |                                                  |
| Eduard Rieger                | 1865 | 1938 | SDAP     | Böhmen 108              |                                                  |
| Johann Roitinger             | 1846 | 1924 | CS       | Oberösterreich 21       |                                                  |
| Julius Roller                | 1862 | 1946 | DNP      | Böhmen 96               |                                                  |
| Michael Schacherl            | 1869 | 1939 | SDAP     | Steiermark 5            |                                                  |
| Karl Schachinger             | 1860 | 1919 | CS       | Oberösterreich 12       |                                                  |
| Anton Schäfer                | 1868 | 1945 | SDAP     | Böhmen 103              |                                                  |
| Josef Scheicher              | 1842 | 1924 | CS       | Niederösterreich 44     |                                                  |
| Wilhelm Schiegl              | 1866 | 1936 | SDAP     | Niederösterreich 23     |                                                  |
| Josef Schlegel               | 1869 | 1955 | CS       | Oberösterreich 15       |                                                  |
| Michael Schoiswohl           | 1858 | 1924 | CS       | Steiermark 12           |                                                  |
| Aemilian Schöpfer            | 1858 | 1936 | CS       | Tirol 17                |                                                  |
| Josef Schraffl               | 1855 | 1922 | CS       | Tirol 18                |                                                  |
| Gustav Schreiner             | 1847 | 1922 | DNP      | Böhmen 105              |                                                  |
| Franz Schreiter              | 1861 | 1935 | DNP      | Böhmen 111              |                                                  |
| Hans Schürff                 | 1875 | 1939 | DNP      | Niederösterreich 39     |                                                  |
| Karl Schürl                  | 1866 | 1924 | DNP      | Mähren (deutsch) 18     |                                                  |
| Anton Seidel                 | 1855 | 1925 | DNP      | Mähren (deutsch) 14     |                                                  |
| Karl Seitz                   | 1869 | 1950 | SDAP     | Niederösterreich 33     |                                                  |
| Josef Seliger                | 1870 | 1920 | SDAP     | Böhmen 110              |                                                  |
| Albert Sever                 | 1867 | 1942 | SDAP     | Niederösterreich 26     |                                                  |
| Josef Siegele                | 1858 | 1945 | CS       | Tirol 12                |                                                  |
| Ferdinand Skaret             | 1862 | 1941 | SDAP     | Niederösterreich 24     |                                                  |
| Johann Smitka                | 1863 | 1944 | SDAP     | Niederösterreich 34     |                                                  |
| Rudolf Sommer                | 1872 | 1919 | DNP      | Schlesien 1             | bis zu seinem Tod am 20. Jänner 1919             |
| Martin Soukup                | 1853 | 1934 | DNP      | Böhmen 126              |                                                  |
| Erdmann Spies                | 1862 | 1938 | DNP      | Böhmen 119              |                                                  |
| Simon Starck                 | 1865 | 1939 | OK       | Böhmen 117              |                                                  |
| Otto Steinwender             | 1847 | 1921 | DNP      | Kärnten 10              |                                                  |
| Josef Stöckler               | 1866 | 1936 | CS       | Niederösterreich 47     |                                                  |
| Artur Stölzel                | 1868 | 1933 | DNP      | Salzburg 2              |                                                  |
| Hans Strziska                | 1866 | 1922 | DNP      | Böhmen 122              |                                                  |
| Franz Stumpf                 | 1876 | 1935 | CS       | Tirol 8                 |                                                  |
| Julius Sylvester             | 1854 | 1944 | DNP      | Salzburg 1              |                                                  |
| Wilhelm Teltschik            | 1863 | 1937 | DNP      | Mähren (deutsch) 13     |                                                  |
| Oskar Teufel                 | 1880 | 1946 | DNP      | Mähren (deutsch) 6      |                                                  |
| Martin Thurnher              | 1844 | 1922 | CS       | Vorarlberg 4            |                                                  |
| Johann Tomaschitz            | 1866 | 1942 | CS       | Steiermark 16           |                                                  |
| Josef Tomschik               | 1867 | 1945 | SDAP     | Niederösterreich 35     |                                                  |
| Peter Unterkircher           | 1858 | 1928 | CS       | Tirol 11                |                                                  |
| Karl Urban                   | 1855 | 1940 | DNP      | Böhmen 87               |                                                  |
| Karl Volkert                 | 1868 | 1929 | SDAP     | Niederösterreich 28     |                                                  |
| Leopold Waber                | 1875 | 1945 | DNP      | Niederösterreich 29     |                                                  |
| Franz Wagner                 | 1849 | 1931 | CS       | Steiermark 21           |                                                  |
| Franz Wagner                 | 1860 | 1929 | DNP      | Mähren (deutsch) 11     |                                                  |
| Josef Waldl                  | 1852 | 1934 | CS       | Oberösterreich 17       |                                                  |
| Viktor Waldner               | 1852 | 1924 | DNP      | Kärnten 9               |                                                  |
| Rudolf Wedra                 | 1863 | 1934 | DNP      | Niederösterreich 38     |                                                  |
| Josef Weiß                   | 1862 | 1934 | CS       | Oberösterreich 22       |                                                  |
| Friedrich Wichtl             | 1872 | 1922 | DNP      | Böhmen 94               |                                                  |
| Laurenz Widholz              | 1861 | 1926 | SDAP     | Niederösterreich 21     |                                                  |
| Josef Wille                  | 1855 | 1935 | CS       | Niederösterreich 55     |                                                  |
| Max Winter                   | 1870 | 1937 | SDAP     | Niederösterreich 18     |                                                  |
| Johann Wohlmeyer             | 1850 | 1932 | CS       | Niederösterreich 45     |                                                  |
| Karl Hermann Wolf            | 1862 | 1941 | DNP      | Böhmen 95               |                                                  |
| Richard Wollek               | 1874 | 1940 | CS       | Niederösterreich 58     |                                                  |
| Anton Karl Wüst              | 1863 | 1932 | DNP      | Böhmen 114              |                                                  |
| Ludwig Wutschel              | 1855 | 1938 | SDAP     | Niederösterreich 22     |                                                  |
| Josef Zaunegger              | 1851 | 1923 | CS       | Oberösterreich 5        |                                                  |
| Ernst Viktor Zenker          | 1865 | 1946 | DNP      | Niederösterreich 9      |                                                  |

## Quelle und Weblink
- Abgeordnete zur Provisorischen Nationalversammlung auf den Seiten des österreichischen Parlaments
- Eintrag zu Provisorische Nationalversammlung im Austria-Forum (im AEIOU-Österreich-Lexikon)